# Burma-Kampagne 1944–1945
Japanische Eroberung 1941/42

Bilin – Sittang – Pegu (Taukkyan) – Rangun – Yunnan-Burma-Straße (u.a. Tachiao – Oktwin – Toungoo – Yenangyaung – Lashio I)
1942/43

Burma-Kampagne 1942–1943

Arakan I – The Hump – Chindits
1944

Schlacht um Nordburma und West-Yunnan 1943–1945

Burma-Kampagne 1944

Arakan II – Ha-gō – Lashio II – Sangshak – Myitkyina – U-gō (Imphal – Kohima – Tennisplatz) – Mogaung – Song shan/Huitong-Brücke – Dan-gō
1944/45

Burma-Kampagne 1944–1945

Bhamo – Arakan III (Kangaw und Höhe 170 – Ramree) – Meiktila/Mandalay – Pakokku – Lashio III – Tanlwe Chaung – Operation Dracula – Sittang
Die Burma-Kampagne 1944–1945 fand im Rahmen des Burmafeldzugs während des Pazifikkriegs im Zweiten Weltkrieg statt. Die Kampagne war hauptsächlich durch alliierte Offensiven in Burma geprägt, wie in der Küstenprovinz Arakan, die Überquerung des Flusses Irrawaddy und dem Vormarsch auf die Hauptstadt Rangun. Weiterhin kämpften Einheiten der Republik China in West-Yunnan gegen Truppen der Streitkräfte des Japanischen Kaiserreiches um die Öffnung der Burmastraße zu gewährleisten.
Nach der Einnahme von Rangun und abschließenden Kämpfen am Fluss Sittang folgte im September die Kapitulation der japanischen Streitkräfte in Burma.

## Ausgangslage
Nach den Kämpfen im Verlauf der Burma-Kampagne im Jahr 1944, die im Wesentlichen zur Abwehr der japanischen Operationen Ha-gō und U-gō geführt wurden und beidseitig zu erheblichen Verlusten geführt hatten, wurde General Joseph Stilwell auf Drängen von Generalissimus Chiang Kai-shek abgelöst und im Oktober 1944 durch Generalmajor Albert C. Wedemeyer ersetzt. Gleichzeitig wurde ein separater Kampfraum in Indien und Burma mit Generalleutnant Daniel I. Sultan, dem ehemaligen Stellvertreter von Stilwell, als kommandierendem General geschaffen.

## Planungen
In der zweiten Hälfte des Jahres 1944 setzte sich der japanische Rückzug in Burma unvermindert fort. Nur vereinzelte Nachhutaktionen wurden noch durchgeführt. Im Oktober änderte das japanische kaiserliche Oberkommando in Tokio die Mission der burmesischen Regionalarmee von der Verhinderung der Wiederaufnahme der Landverbindungen der Alliierten von Indien nach China auf das Halten des südlichen Burma. Zwar war das Hauptquartier besorgt, dass die Alliierten durch Burma ziehen könnten, um dann Thailand und Malaya anzugreifen, aber zugleich wies Tokio darauf hin, dass die Regionalarmee in Burma nicht damit rechnen sollte zusätzliche Streitkräfte zu erhalten. Sie musste sich mit ihrer vorhandenen Stärke, die im November 1944 etwa 100.000 Kampftruppen betrug, mit 60.000 weiteren Soldaten im rückwärtigen Bereich begnügen.

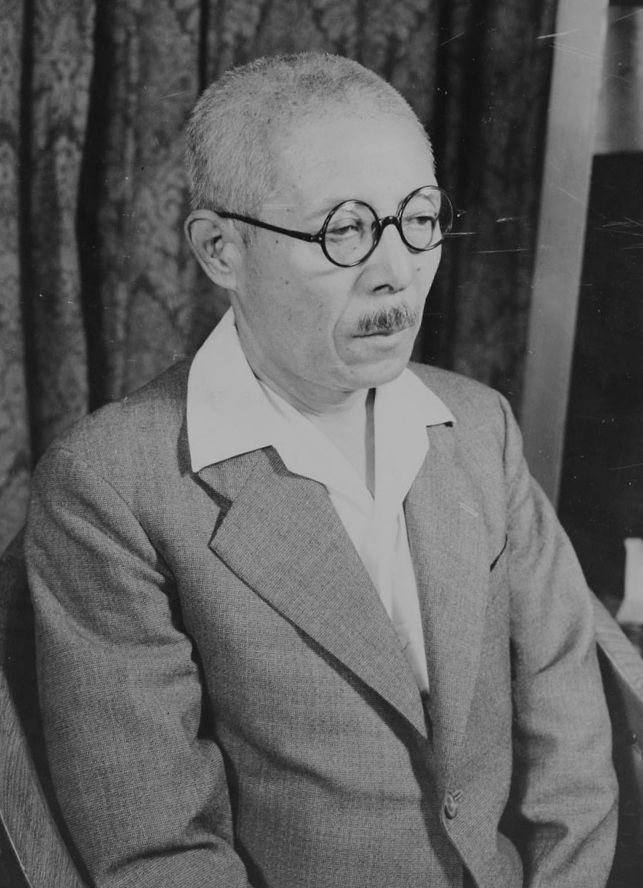
General Kimura Heitarō

General Kimura Heitarō, der General Kawabe Masakazu als Kommandant der Regionalarmee in Burma abgelöst hatte, entschied sich einen Verteidigungsbereich entlang einer im Allgemeinen Ost-West-Linie, etwa 560–690 Kilometer nördlich von Rangun, zu beziehen, um Südburma zu halten. Die 28. Armee unter dem Kommando von Generalleutnant Shōzō Sakurai hielt den westlichen Teil der Linie in der Nähe der Küstenstadt Akyab. Die Überreste der 15. Armee, kommandiert von Generalleutnant Shihachi Katamura deckten das Zentrum um Mandalay entlang des Irrawaddy, etwa 400 Kilometer südöstlich von Imphal. Die Ostflanke in der Nähe der Stadt Lashio etwa 210 Kilometer nordöstlich von Mandalay und 275 Kilometer südlich von Myitkyina, schützte die 33. Armee unter dem Kommando von Generalleutnant Masaki Honda.
Eine weiter nördliche Verteidigung wurde von Kimura nicht in Betracht gezogen, da er vermutete, dass die Nachschubprobleme der Alliierten schwieriger werden würden, wenn sie nach Süden vorrückten, während seine eigenen logistischen Schwierigkeiten nachlassen würden, wenn er sich seinen hinteren Stützpunkten näherte.

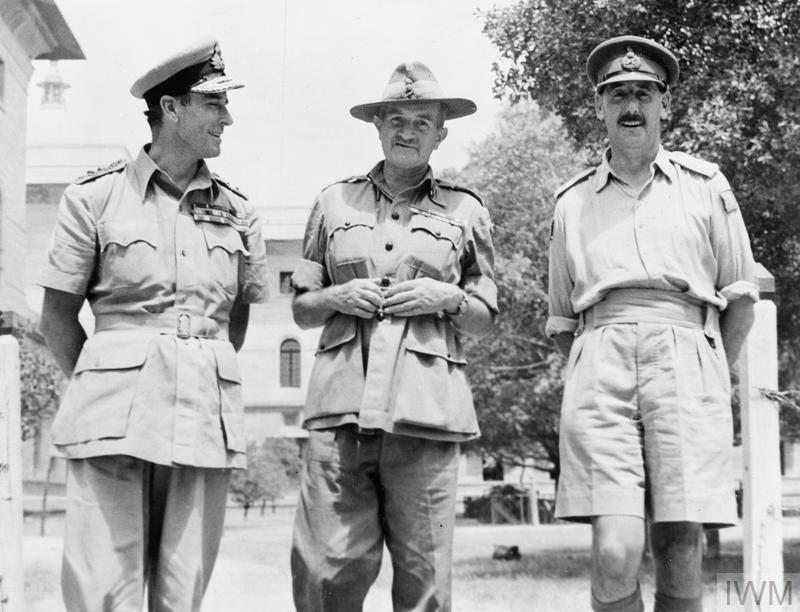
Lord Louis Mountbatten (links) mit General Sir Oliver Leese (Mitte) und General Sir William Slim (rechts) nach einer Konferenz in Burma

Admiral Louis Mountbatten organisierte währenddessen erneut das Südostasienkommando für den letzten Feldzug zur Rückeroberung Burmas. Generalleutnant Sir Oliver Leese, früherer Befehlshaber der britischen 8. Armee in Italien, wurde Oberbefehlshaber der alliierten Landstreitkräfte und bekam das direkte Kommando über die neu gebildete 11. Armeegruppe, die William Slims 14. Armee und das britische unabhängige XV Korps umfasste. Er koordinierte auch die Operationen, die von Generalleutnant Daniel I. Sultans Northern Combat Area Command (NCAC) und allen Einheiten der chinesischen Y-Force der chinesischen Nationalrevolutionären Armee durchgeführt wurden.
Der Plan der Alliierten, unter dem Decknamen Operation Capital, sah vor, dass die 14. Armee südöstlich des Irrawaddy vordrang und Mandalay eroberte, während das XV Korps japanische Streitkräfte entlang der Küste im Südwesten Burmas fesselte. Unterdessen sollten in Nordburma das NCAC und die Y-Force nach Wiedereröffnung der Landroute zwischen Indien und China bis Mitte Februar, dem Höhepunkt der Trockenzeit, über Lashio nach Mandalay vorrücken. Sollten zusätzliche Truppen zur Verfügung gestellt werden, würde Mountbatten sie einsetzen um einen See- und Luftangriff auf Rangun zu starten (→ Operation Dracula). Konnte kein Entsatz eintreffen musste die 14. Armee ihren Angriff nach Süden fortsetzen, um die burmesische Hauptstadt vor Beginn der Regenzeit im Mai einzunehmen.

## Nordburma

### Schlacht um Bhamo
28. November bis 14. Dezember 1944
Die Neue 1. Armee von General Sun Li-jen erhielt vom NCAC den Befehl schnell auf Bhamo vorzurücken, dort die japanischen Streitkräfte der 56. Division zu eliminieren oder zumindest einzudämmen, das Bhamo-Mansi-Gebiet zu erobern und zu sichern und bereit zu sein, den Vormarsch fortzusetzen. Schlüsselstelle war Bhamo, die zweitgrößte Stadt in Nordburma und der Endpunkt der Schifffahrt auf dem Irrawaddy.
Den Vormarsch der Neuen 1. Armee wurde von der 38. Division unter dem Befehl von General Wei Li Huang angeführt und sollte Bhamo einnehmen. Die Chinesen bewegten sich ohne nennenswerten Kontakt direkt die Straße nach Bhamo hinunter, bis am 28. Oktober japanische Patrouillen etwa drei Kilometer nördlich des Taping Flusses, der nächsten japanischen Verteidigungslinie, angetroffen wurden. Diese wurden umgangen und die Chinesen befanden sich am Flussufer und besetzten Myothit. Mittels einer Umzingelungstaktik gelang es General Li die starken, am Südufer liegenden japanischen Stellungen zu umgehen, so dass die chinesischen Truppen am 10. November in der Bhamo-Ebene auftauchen.
Auf dem Weg nach Westen in Richtung Bhamo traf die chinesische Truppe auf eine stark verschanzte japanische Streitmacht bei Momauk, das dreizehn Kilometer östlich von Bhamo liegt und an dem die Straße Myitkyina-Bhamo für das letzte Stück nach Bhamo nach Westen abbiegt. Hier kam es zu heftigen Kämpfen.
Der erste chinesische Angriff auf Bhamo selbst zielte direkt auf die Innenstadt. Der Angriff startete im Süden und erhielt schwere Luftunterstützung von der Tenth Air Force.
Bis Dezember gelang es den Chinesen japanische Bunker einen nach dem anderen zu eliminieren, aber ihre Erfolge alarmierten das japanische Hauptkommando, das Bhamo verstärkten wollte, indem es am 5. Dezember eine 3.000 Mann starke Truppe unter dem Kommando von Oberst Yamazaki entsandte. Yamazakis Einheit wurde jedoch von der chinesischen 30. Division blockiert. Ohne angemessene Verstärkung fiel Bhamo am 14. Dezember unter chinesische Kontrolle.

### Operation Grubworm
5. Dezember 1944 bis 5. Januar 1945
Um die Neue 14. Division unter dem Kommando von Generalmajor Long Tian-wu, sowie die Neue 22. Division unter dem Kommando von Generalmajor Shan Yu-feng der nationalchinesischen Neuen 1. Armee von Generalleutnant Sun Li-jen aus Assam nach China zu verlegen, startete das Truppentransportgeschwadern des Lufttransportkommandos der USAAF die Operation Grubworm. Im Verlauf der Operation wurden zwischen dem 5. Dezember 1944 bis zum 5. Januar 1945 mehr als 25.000 chinesische Truppen mit ihrer Ausrüstung und Vorräten in 1.328 Einsätzen nach Changyi, Kunming, Luliang und Yunnan geflogen. Die USAAF verlor dabei drei Flugzeuge.

### Ende der Salween-Kampagne
3. November 1944 bis 27. Januar 1945

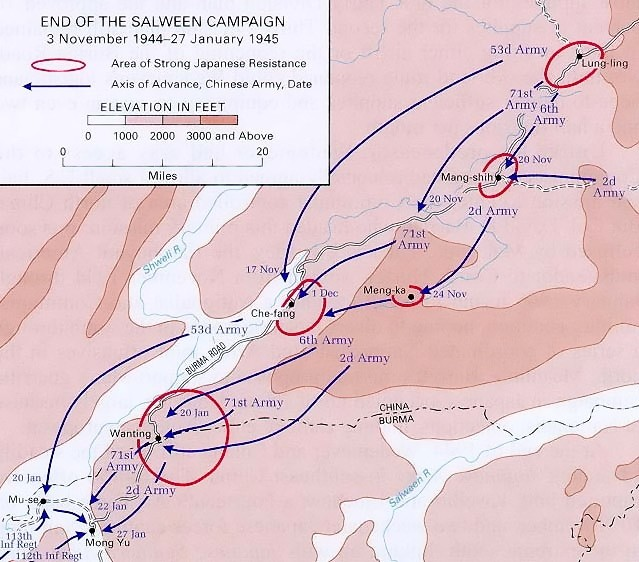
Das Ende der Salween-Kampagne vom 3. November 1944 bis zum 27. Januar 1945

Nach dem Fall von Bhamo befanden sich die chinesische Armee in Indien und die Y-Force innerhalb von 80 Kilometer Luftlinie voneinander entfernt. Dieser schmale Streifen zerklüfteten, gut zu verteidigenden Geländes war die letzte japanische Verteidigungsstellung an der Straße nach China.
Die chinesischen Einheiten begannen am 29. Oktober mit dem Vormarsch auf Lungling, das am späten Abend des 3. November fiel. Erst nachdem Generalissimus Chiang Kai-shek auf Intervention von General Wedemeyer am 9. November die erforderlichen Befehle erteilte, konnten die chinesischen Truppen die weitere Verfolgung der japanischen Einheiten aufnehmen.
General Wei erhielt den Befehl des Generalissimus zum Vorrücken und schickte seine Truppen gegen Mang-shih, dem ehemaligen Hauptquartier der japanischen 56. Division. Die Verluste der Chinesen waren gering, als sie am 20. November durch Mang-shih vorrückten. Zu diesem Zeitpunkt waren die Chinesen etwa 112 Kilometer von Namhkam im Shweli-Tal entfernt. Mang-shih war wegen seiner Landebahn ein wichtiges Ziel. Diese wurde schnell repariert und ermöglichte es der 27. Troop Carrier Squadron mit ihren C-46 Vorräte einzufliegen. Die 14. Luftwaffe beschoss unterdessen die sich zurückziehenden Japaner weiter und bombardierte alle Brücken und mögliche japanische Quartiere.
Im Raum Wanting wurde der erste chinesische Angriff von der 2. Armee unter dem Befehl von Generalleutnant Wang Lingyun an der rechten japanischen Flanke durchgeführt. Am 3. Januar erreichten die Truppen die japanischen Artilleriestellungen. Nach den anschließenden Nahkämpfen griffen die Japaner in der Nacht erfolgreich an und vertrieben die Chinesen. Auch der Versuch einen Brückenkopf entlang des Shweli-Flusses zu errichten schlug fehl.

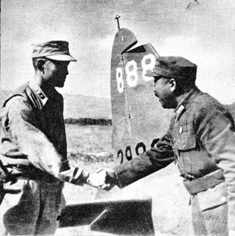
General Sun Li-jen (links) und General Wei Li Huang (rechts) am 27. oder 28. Januar 1945 in Muse, der Grenzstadt zwischen China und Burma

Nach einem koordinierten Angriff der chinesischen Infanterie auf das japanische Verteidigungszentrum am 19. Januar, der ein großer Erfolg war, nahmen sie am Folgetag Wanting ein. Später an diesem Tag trafen Patrouillen von Weis Armee auf andere Patrouillen von Sultans chinesischen Divisionen. Die lange Salween-Kampagne neigte sich einem siegreichen Ende zu; der Weg nach China war fast offen.

#### Öffnung der Ledo-Straße
Nachdem die chinesische 38. Division am 27. Januar Mongyu geräumt hatte, rückten sofort Pioniere nach um die Kreuzung der Ledo-Straße mit der Burmastraße fertigzustellen. Am selben Tag baute eine weitere Kompanie eine 140 Meter lange Pontonbrücke über den Shweli bei Wanting an der chinesischen Grenze. Nachdem bei Wanting die Bauarbeiten an der Brücke beendet worden waren, konnte die gesamte Verbindung nach Yunnan noch am selben Tag freigegeben werden.

#### Sicherung der Burmastraße
Januar bis März 1945
Das 124th Cavalry Regiment der US-Armee (Spitzname Mars Task Force, oder Marsmen) erhielt den Auftrag, zusammen mit Sultans NCAC-Einheiten, Nordburma von japanischen Streitkräften zu säubern und die Burmastraße für den LKW-Verkehr nach China zu öffnen. Es zog am 15. Dezember 1944 in die Berge im Norden Burmas und kämpfte in den folgenden Monaten in zahlreichen Feldschlachten mit japanischen Truppen in und um die Burmastraße. Am 17. Januar stießen sie mit angrenzenden japanischen Außenposten zusammen. Daraufhin begann die japanische 56. Division ihren langsamen Rückzug.
Das Regiment führte tief hinter den japanischen Linien Fernoperationen durch und wurde durch Nachschub aus der Luft versorgt. Es wurden Straßensperren entlang der Burmastraße errichtet, um die Straße unterhalb von Namhkam der japanischen Kontrolle zu entreißen. Über 480 Kilometer tief rückte das 124th Cavalry Regiment hinter die japanischen Linien in deren besetztes Gebiet vor und blockierte die Straße bei Nampakka. Das Regiment zog anschließend entlang der Burmastraße nach Süden und erreichte Lashio im März 1945.

## Südburma

### Dritte Schlacht um Arakan
12. Dezember 1944 bis 28. Februar 1945
Das indische XV Korps unter dem Befehl von Generalleutnant Philip Christison war für das Arakan-Gebiet zuständig. Deren Ziel war die Insel Akyab am Ende der Halbinsel Mayu. Akyab war ein strategisch wichtiger Ort, da dort ein Hafen und ein Flugplatz lag, den die Alliierten als Stützpunkt nutzen wollten, um die Truppen in Zentralburma per Luft mit Nachschub zu versorgen. Zudem sollte er als Schutz von Kalkutta und anderen wichtigen Städten im Nordosten Indiens dienen und gleichzeitig war er ein wichtiges Glied in der Kette von Allwetterflugplätzen, die für jeden nachfolgenden amphibischen Angriff auf der malaiischen Halbinsel erforderlich sind, wie bspw. die Operation Zipper.
Die Küstenregion Arakan und das untere Tal des Irrawaddy wurde durch die japanische 28. Armee unter dem Kommando von Generalleutnant Shōzō Sakurai kontrolliert. Die 54. Division unter Generalleutnant Shigesaburō Miyazaki verteidigte die Mayu-Halbinsel und das Tal des Flusses Kaladan. Die 55. Division, befehligt von Generalleutnant Tadashi Hanaya, hatte mehrere Häfen und Teile von Südburma unter ihrer Kontrolle. Die Ölfelder bei Yenangyaung am Irrawaddy standen unter der Kontrolle der 72. unabhängigen gemischten Brigade.

#### Operationen Romulus
13.–31. Dezember 1944
Generalleutnant Christison startete die Offensive unter dem Decknamen Romulus ab dem 13. Dezember. Seine Einheiten rückten unter Unterstützung durch die Marine entlang der Küste nach Süden vor. Eine weitere Truppe konzentrierte sich bis zum 27. Dezember bei Foul Point an der Spitze der Mayu-Halbinsel. Die westafrikanische 82. Division marschierte entlang der Ostseite des Mayu nach Süden, um Htizwe einzunehmen. Anschließend rückte sie weiter nach Kanzauk vor. Dort löste sie die 81. Division im Tal des Kaladan ab, um dann in Booten entlang dieses Flusses nach Süden zu ziehen, um bis zum Jahresende 1944 Myohaung und Minbya einzunehmen.

#### Operation Talon und Lightning
Talon: 4. Januar bis 9. Februar 1945
Die Häfen von Akyab und Kyaukpyu (letzterer auf der Insel Ramree) sollten dazu verwendet werden, um nicht nur das indische XV Korps, sondern auch die 14. Armee von Generalleutnant Slim zu versorgen, wenn sie nach der geplanten Operation Extended Capital nach Süden vorrückt. So war geplant 46000 Soldaten über Akyab zu versorgen, was das Entladen von 850 Tonnen pro Tag im Februar und März 1945 erforderlich machte. Die dazu ausgeführte Operation Talon lag in der Verantwortung des XV Korps. Unterstützung von See wurde durch Konteradmiral Benjamin Charles Stanley Martins Force W bereitgestellt und Luftunterstützung flog eine Gruppe der Royal Air Force unter dem Kommando von Vizeluftmarschall Percy Bernard.
Nachdem die Japaner Akyab am 31. Dezember geräumt hatten, konnte am 3. Januar mit der Operation Talon begonnen werden. Akyab wurde ohne Gegenwehr in der Operation Lightning durch Brigadier Campbell Hardys 3. Kommandobrigade besetzt und das nächste Ziel waren die Halbinsel Myebon, wo es noch eine japanische Garnison gab, und die Insel Ramree. Die Landung auf Myebon fand am 12. Januar statt und am 17. Januar war die gesamte Halbinsel Myebon in britischer Hand.

#### Schlacht um Kangaw (Hügel 170)
Mit der Eroberung der Myebon-Halbinsel konnten die Japaner Arakan nicht mehr über die vielen Wasserwege evakuieren. Ihre einzige Möglichkeit war die Straße von Myebon nach Tamandu. Daher beschloss General Christison die Route in der Nähe des Dorfes Kangaw abzuschneiden. Um das Gebiet ohne den Feind zu alarmieren zu erreichen, war eine indirekte Annäherung über das Wasser südöstlich von Myebon etwa 29 Kilometer lang nach Norden erforderlich. Am 22. Januar um 13:00 Uhr landete eine Kommandoeinheit am vorgesehenen Brückenkopf und stieß weiter zum Hügel 170 vor, der zwischen dem Fluss Chaung und dem Dorf Kangaw lag. Bis zum Abend waren weitere Kommandoeinheiten gelandet. Während der Nacht tobten heftige Kämpfe und beim ersten Tageslicht wurden die verbliebenen Japaner von Hügel 170 geräumt und eine Kommandoeinheit rückte nach Pinner, einem Hügel südwestlich von Kangaw, vor.

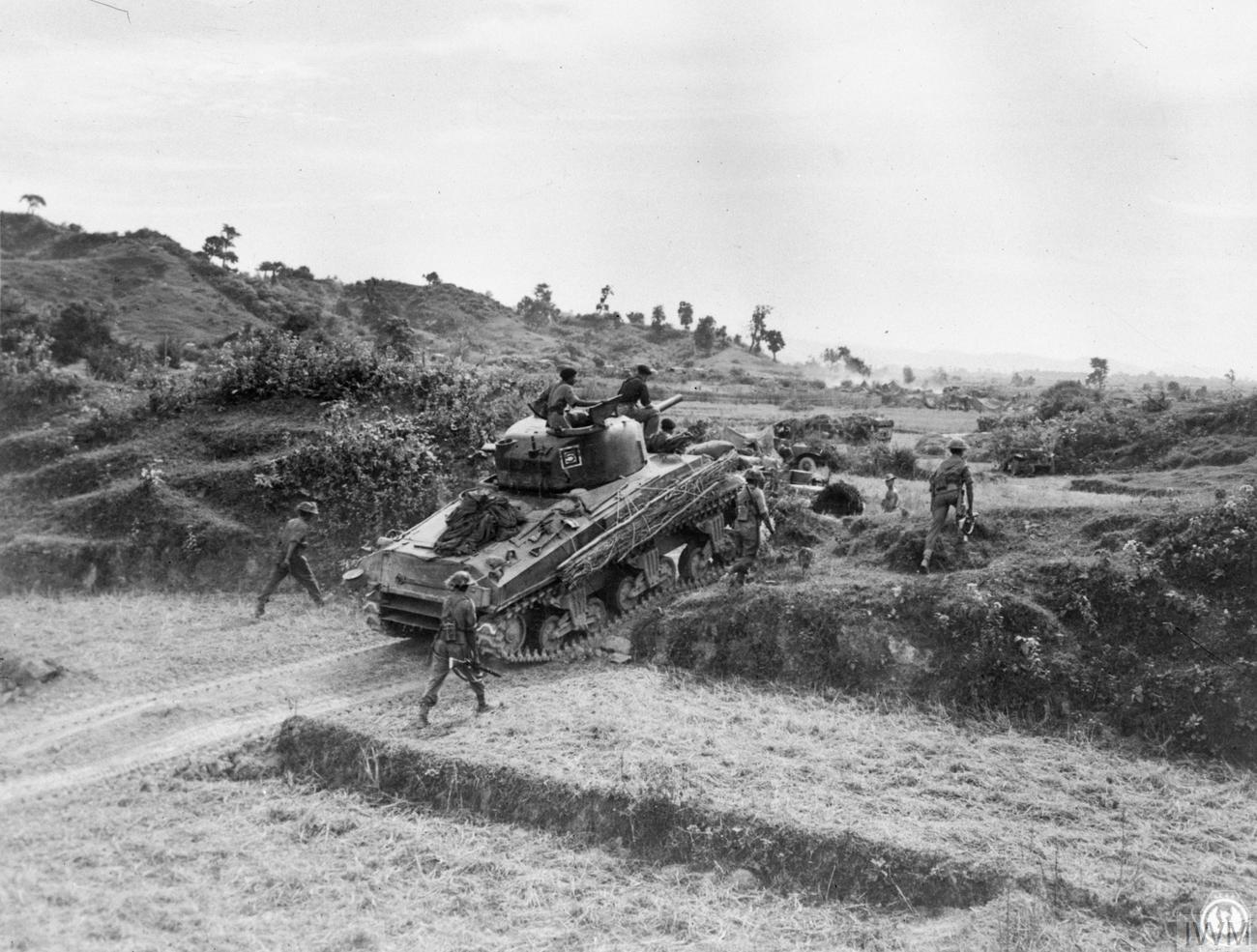
Ein Sherman-Panzer begibt sich am 22. Januar 1945 in Position, um auf japanische Stellungen in den Arakan-Hügeln zu schießen

Als die Briten am Folgetag nahe des Hügels Pinner angekommen waren, eröffneten die Japaner das Feuer mit Artillerie und Mörsern und begannen über die Straße nach Kangaw vorzurücken. Kurz darauf griffen sie die Briten in mehreren Wellen die Nacht hindurch an. Erst gegen 3:00 Uhr ebbten die Angriffe ab. Die Briten hatten 20 Tote zu beklagen und zogen sich auf den Hügel 170 zurück. Am 24. Januar traf eine Panzergruppe zur Unterstützung am Hügel 170 ein. Dieser wurde bis zum 31. Januar ständig von den Japanern beschossen, bis sie an diesem Tag einen Großangriff auf den Hügel starteten. Als sie die Erfolglosigkeit ihres Angriffs einsahen und erhebliche Verluste hinnehmen mussten, brachen sie die Aktion ab und zogen sich zurück. Die Japaner hatten 2000 Mann verloren, die Briten 600. Die Schlacht von Kangaw hinderte die Japaner daran, die Straße von den Stränden abzuschneiden, was es der indischen 51. Brigade ermöglichte, ihren Zugriff auf der Straße aufrechtzuerhalten.

#### Landung auf Ramree (Operation Matador)
14. Januar bis 22. Februar 1945
Am 14. Januar wurde der indischen 26. Division befohlen, am 21. Januar auf Ramree anzulanden und den strategisch wichtigen Hafen von Kyaukpyu an der nordwestlichen Spitze der Insel einzunehmen, nachdem eine Royal Marine-Abteilung der 3. Kommandobrigade die benachbarte Insel Cheduba besetzt hatte.
Ramree wurde von einer japanischen Garnison unter dem Befehl von Oberst Kan’ichi Nagazawa verteidigt.
Zur Vorbereitung der Landung bombardierten britische Schiffe die Küste von Ramree, nachdem Berichte über die Anwesenheit einer großen Anzahl japanischer Kanonen eingetroffen waren. Die Landung fand dann am 22. Januar ohne nennenswerte Gegenwehr der Japaner statt. So konnte bis zum Folgetag erfolgreich ein Brückenkopf errichtet werden. Während die britischen Einheiten die Japaner während ihres Vormarsches an der Küste weiter zurückdrängten, kam es am 26. Januar zu heftigen Gefechten, bei denen die Briten auch Schiffsartillerie einsetzten. Im weiteren Verlauf drängten die Briten die Japaner inseleinwärts bis in die Mangrovensümpfe.
Ein Massaker an den japanischen Soldaten durch Süßwasserkrokodile in den Mangrovensümpfen nach der Schlacht lässt sich nicht bestätigen und gilt als Mythos.

#### Landung auf Cheduba (Operation Sankey)
26. bis 31. Januar 1945

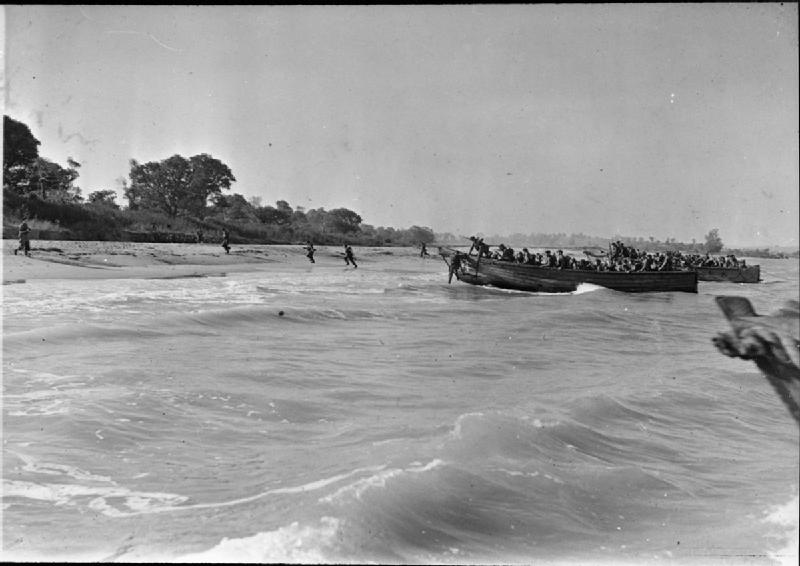
Landung auf Cheduba

Eine britische Kommandoeinheit mit 500 Soldaten der Royal Marines der East Indies Fleet landete am 26. Januar erfolgreich auf der Insel Cheduba, heute Munaung, südwestlich von Ramree. Vor der Küste lagen Kreuzer und Zerstörer, die mit ihrer Schiffsartillerie die Landung unterstützten. Flugzeuge des Geleitträgers Ameer flogen Luftschutz.
Da die Marines die Insel verlassen vorfanden, wurde entschieden, dass es keinen operativen Wert hatte, eine Garnisonstruppe auf der Insel zu unterhalten. Die Kommandoeinheit wurde kurz darauf durch eine Bataillonsgruppe der indischen 4. Brigade ersetzt (Operation Cactus).

## Zentralburma

### Schlacht um Meiktila und Mandalay
Auch als Schlacht um Zentralburma bekannt (Operation Extended Capital)
19. November 1944 bis 30. März 1945
Entlang des Irrawaddy griff die Britisch-Indische 14. Armee unter dem Kommando von General William Slim die zahlenmäßig schwächere japanische 15. und 33. Armee an und es gelang ihr Meiktila und Mandalay zu besetzen.
Generalleutnant Tanaka Shin’ichi wurde zum Generalstabschef der Regionalarmee Burma ernannt und hatte die Verantwortung für die Operationen. Nach den schweren Verlusten im Jahr 1944 war die Stärke der Divisionen trotz Neurekrutierungen stark dezimiert. Ebenso fehlte es an adäquatem Nachschub an Waffen und Munition. Auch die in Burma stationierte Luftwaffeneinheit war auf nur wenige Dutzend Flugzeuge reduziert worden und stand etwa 1.200 alliierten Flugzeugen gegenüber. Das 14. Panzerregiment besaß nur noch 20 Panzer.
Meiktila, etwa 150 Kilometer südlich von Mandalay stellte eine Hauptstation auf der Versorgungsroute für Nahrung und Munition für japanische Truppen in Zentral- und Nordburma dar. Für General Slim war die Stadt zudem ein geeignetes Ablenkungsziel um danach Mandalay anzugreifen. Um zu verheimlichen, dass er Meiktila vor Mandalay einnehmen wollte, wurden eine Reihe von Täuschungsmanövern geplant. Dazu gehörte unter anderem die Verlegung mehrerer Einheiten des 4. indischen Korps (der Einheit, die den Auftrag hatte Meiktila einzunehmen) zum 33. indischen Korps, um die Japaner glauben zu machen, dass das 4. Korps nicht weiter nach Süden marschieren würde.
Mitte Januar 1945 hatten die alliierten Truppen die Region erreicht, in der der Chindwin in den Irrawady mündet. Trotz häufiger Gegenangriffe konnten die Japaner keine nennenswerten Fortschritte gegen die alliierten Offensiven erzielen.

#### Schlacht um Pakokku
4. Februar bis 13. Mai 1945
Um die Japaner zu täuschen, entwickelten die Briten einen Plan namens Operation Cloak, der vorsah Pakokku einzunehmen, ein Dorf an der Südseite des Irrawaddy, das Meiktila am nächsten lag. Am 5. Februar begann der Angriff auf eine japanische Verteidigungsstellung vor Pakokku (Kahnla-Stellung), wo die Briten unter schweres Feuer gerieten, aber dann die Stellung überrannten. Am 7. Februar wurde eine feste Basis errichtet und am nächsten Tag räumte eine Kompanie eine weitere japanische Stellung. Das Ziel wurde am Nachmittag des 10. Februar vollständig eingenommen. In der Nacht vom 10. auf den 11. Februar starteten die Japaner sechs erfolglose Gegenangriffe. Der nördliche Bereich von Pakokku konnte am 12. Februar besetzt werden. Nach und nach erlahmte der japanische Widerstand, so dass am 14. Februar Pakokku komplett eingenommen worden war. Der Rest der Streitkräfte unternahm eine überraschende Überfahrt und sicherte einen Brückenkopf bei Nyungu, nördlich der alten burmesischen Hauptstadt Bagan.

#### Vormarsch auf Meiktila

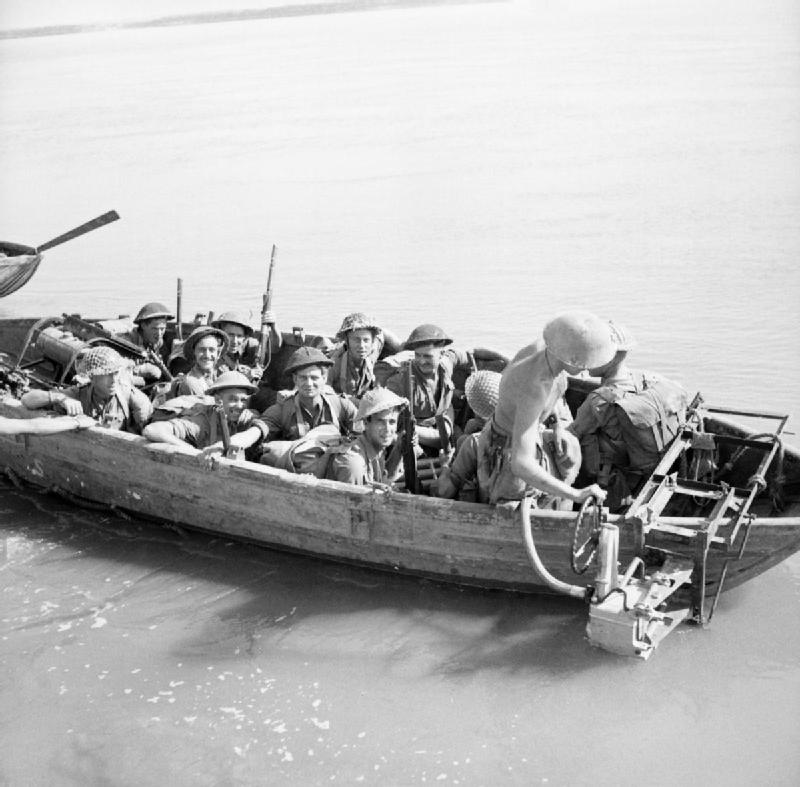
Überquerung des Irrawaddy nahe Ngazun am 28. Februar 1945

Am 23. Februar überquerte die britische 2. Division den Irrawady etwa 16 Kilometer westlich von Mandalay. Unterdessen war es der britischen Luftwaffe gelungen japanische Feldgeschütze und die wenigen verbliebenen Panzer auszuschalten.
Der Angriff auf die Region Meiktila durch die Truppen der indischen 17. Division unter Generalmajor David Cowan begann am 29. Februar. Das Flugfeld rund 32 Kilometer westlich von Thabutkon wurde schnell eingenommen.
Die Belagerung von Meiktila dauerte etwa 30 Tage. Am 31. März gaben die japanischen Kommandeure die Hoffnung auf, Meiktila zurückzuerobern. Die 14. Armee und ihre unterstützenden Luftstreitkräfte begannen, sich für den Vormarsch auf Rangun neu zu formieren.

#### Die Einnahme von Mandalay
Am 5. März gab die indische 19. Infanteriedivision unter dem Kommando von Generalmajor Thomas Wynford Rees den Befehl zur Bildung einer mobilen Abteilung, die als Stiletto-Kolonne bekannt wurde. Die Mission der Kolonne bestand darin, einen blitzschnellen Vorstoß nach Süden zu machen, westlich der Hauptroute, die der Achse der nach Mandalay führenden Eisenbahnlinie folgte, wobei sie die Japaner umging oder überrollte, bevor diese eine angemessene Verteidigung organisieren konnten.

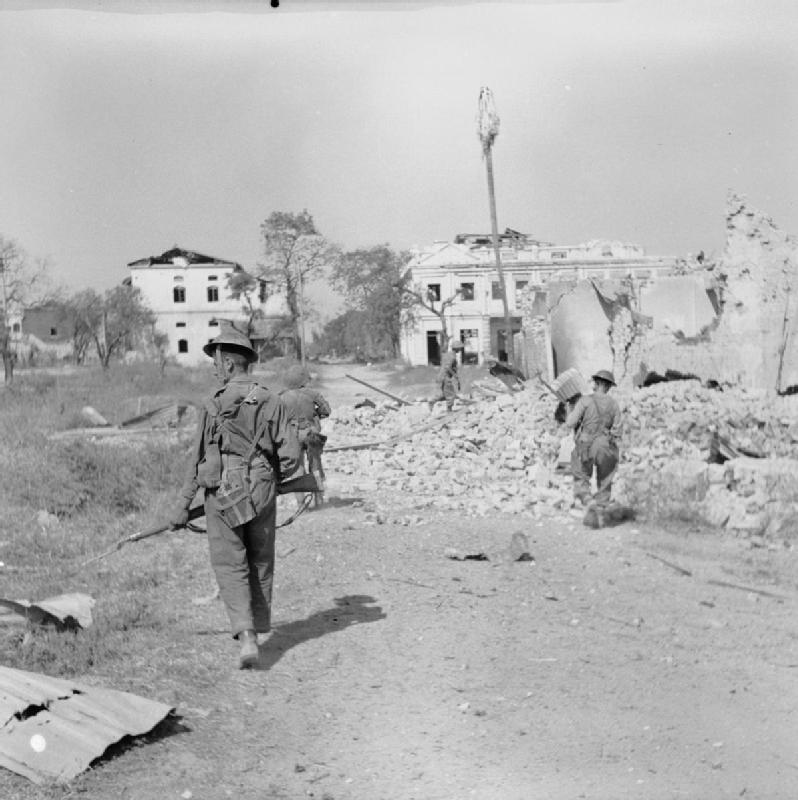
Vormarsch auf Mandalay Anfang März 1945

Die führenden Einheiten der indischen 19. Division befanden sich am 7. März in Sichtweite von Mandalay Hill. Der Kommandeur der japanischen 15. Division, Generalleutnant Seiei Yamamoto, widersetzte sich dem Befehl, die Stadt zu verteidigen, wurde dann aber von höherer Stelle angewiesen, Mandalay bis zum Tod zu halten. Im Hauptquartier der Regionalarmee Burma war General Kimura Heitarō besorgt über den Prestigeverlust, sollte die Stadt aufgegeben werden. Zudem gab es im Gebiet südlich der Stadt immer noch große Vorratslager, die nicht verlegt werden konnten und die sich die Japaner nicht leisten konnten, aufzugeben. Mandalay Hill wurde in der Nacht des 8. März von einer Gurkha-Einheit gestürmt. An den nächsten Tagen entbrannten weitere heftige Kämpfe um die umliegenden Pagoden und um das Fort Dufferin, in denen sich japanische Kräfte verbarrikadiert hatten. Mandalay Hill konnte am 13. März endgültig von den Briten eingenommen werden. Die Eroberung von Fort Dufferin verzögerte sich bis zum 20. März, als entdeckt wurde, dass sich die überlebenden japanischen Verteidiger während der Nacht durch die Kanalisation zurückgezogen hatten.
Mandalay selbst wurde am nächsten Tag für frei von Japanern erklärt. Jetzt beherrschte die 14. Armee die zentralen Regionen Burmas und die Position der Alliierten in Burma war erheblich gestärkt worden. Für die britischen und indischen Truppen war das nächste Ziel die Einnahme von Rangun, noch bevor der Monsun in etwa fünf Wochen begann.

### Schlacht am Tanlwe Chaung
26. April 1945
Bis zum 14. März war geplant, dass die indische 26. Division eine Brigadegruppe in Letpan landen, dort einen Stützpunkt errichten und dann nach Süden in Richtung zum Tanlwe Chaung vordringen sollte. Vier Tage vorher sollte die ostafrikanische 22. Brigade der britischen Armee, einschließlich der Rhodesian African Rifles (RAR), nach Tamandu verlegt werden, anstatt wie ursprünglich geplant nach Letpan. um Operationen in der Gegend von Ann unter dem Kommando der westafrikanischen 82. Division. Die indische 25. Division sollte sich zwischen dem 13. und 31. März aus dem Tamandu-Ruywa-Gebiet nach Akyab zurückziehen und die Verantwortung für das Tamandu-Gebiet an die westafrikanische 82. Division übergeben.

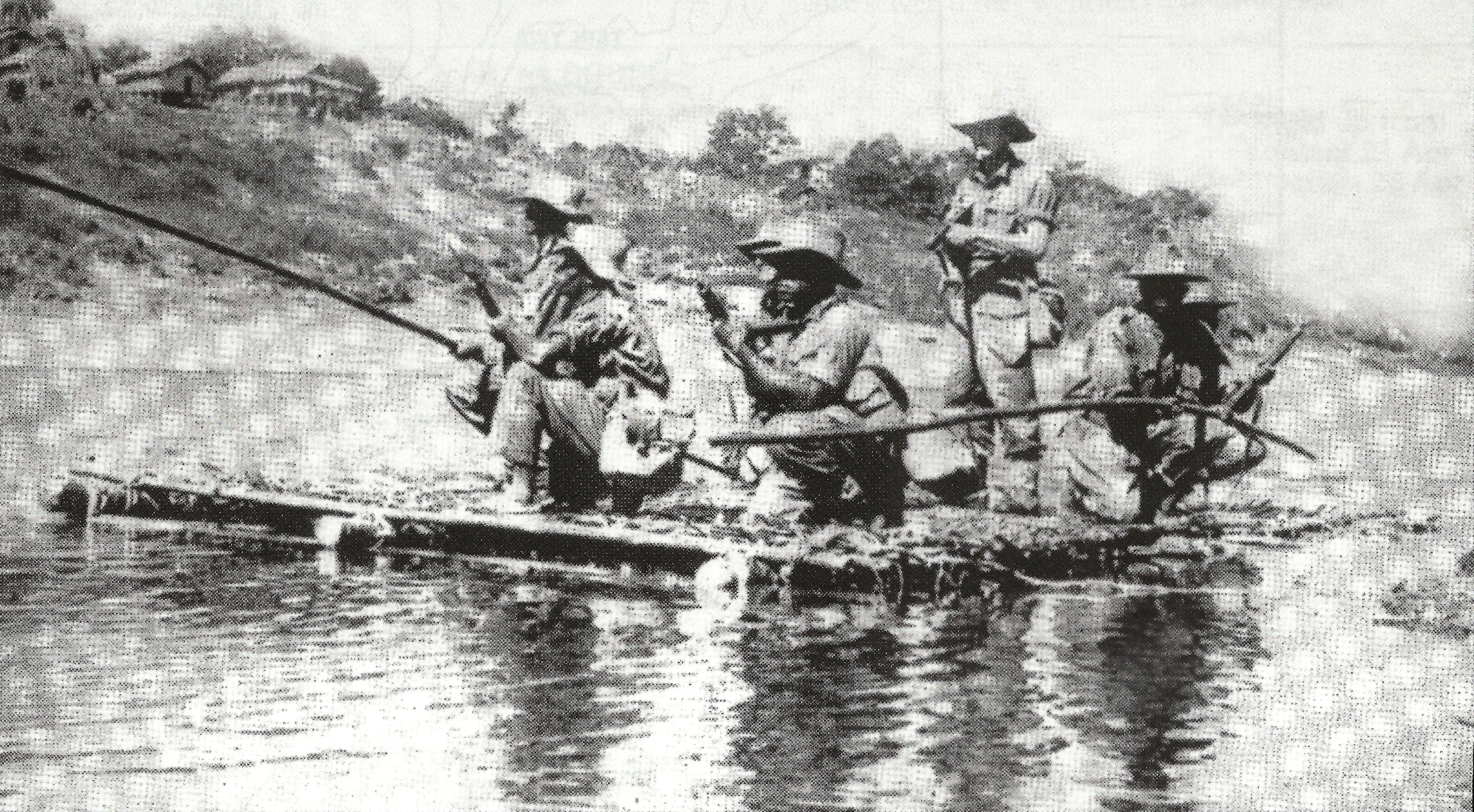
Eine Patrouille des 1. Bataillons der Rhodesian African Rifles (RAR) in Burma

Der Vorstoß auf Ann brachte zunächst kaum Fortschritte, denn Generalleutnant Shigesaburō Miyazaki hatte sein Reservebataillon vorgezogen und startete nun eine Reihe von Gegenangriffen, auf die die westafrikanischen Truppen nur mutlos reagierten. Erst nachdem eine Panzertruppe der indischen 50. Panzerbrigade mit mittlerer Artillerie unterstützte, rückte die 4. Brigade (Westafrika) am 12. März von Tamandu aus vor und traf am folgenden Tag in den Hügeln um Shaukchon auf die japanischen Streitkräfte. Nach heftigem Widerstand unterlagen die Japaner am Abend des 14. März und Letmauk konnte drei Tage später besetzt werden. Nachdem auch andere alliierte Einheiten nachgerückt waren, befanden sich die vorderen Truppen bis zum 19. März etwa acht Kilometer vom Tanlwe Chaung entfernt, wo die Japaner zum ersten Mal entschlossenen Widerstand leisteten.
Unterdessen hatte die indische 4. Brigade ihren Vormarsch nach Süden fortgesetzt und erreichte am 22. März den Tanlwe Chaung, nachdem sie die japanische Nachhut aus mehreren Stellungen vertrieben hatte. Am nächsten Tag errichtete sie am Südufer einen sicheren Brückenkopf. Bis zum Ende des Monats hatte die Brigade ihren Bereich auf 6,4 Kilometer zum Taungup Chaung verbreitert.
Die Japaner beobachteten das Vorgehen der Alliierten genau und eröffneten immer wieder das Feuer aus Mörsern aus ihren gut getarnten Stellungen, während alliierte Erkundungstrupps diese Stellungen ausmachten.
Am Morgen des 26. April begann die Schlacht am Tanlwe Chaung mit dem Beschuss von japanischen Stellungen durch Hawker Hurricanes, gefolgt von einem Artilleriefeuer durch zwei westafrikanische Haubitzenbatterien. Als die Flugzeuge ihre Bombenangriffe beendeten rückte im Schutz des Artillerie- und Mörserfeuers alliierte Infanterie vor. Doch als die japanischen Stellungen erreicht wurden, fanden sie diese verlassen vor. Die Japaner versuchten kurz darauf, ihre Positionen wieder einzunehmen, aber nach heftigem Gegenfeuer waren sie gezwungen sich auf die hinteren Hänge des Kamms zurückzuziehen.
Die westafrikanischen Soldaten gruben sich in ihre neu gewonnenen Stellungen ein. Kurz darauf begannen die Japaner mit präzisem Mörserbeschuss und Granaten diese anzugreifen. Einige japanische Soldaten schlichen sich in die hinteren Bereiche ein und zielten speziell auf Hilfspersonal wie Maultiertreiber und Sanitätseinheiten. Dies führte zu Panik unter den Westafrikanern, wobei einige durch eigenes Feuer umkamen. Es folgten vereinzelte Scharmützel bis schließlich gegen Ende April in drei Nächten Artilleriefeuer und Flugzeugangriffe die letzten Japaner, die mit leichten Maschinengewehren bewaffnet waren, aus ihren Stellungen vertriebene.
Am 7. Mai wurde ein Luftangriff auf die letzte japanische Festung gerichtet, gefolgt von einem Artillerie- und Mörserbeschuss und einem Frontalangriff einer westafrikanischen Kompanie.

### Rangun
1. bis 6. Mai 1945
Der Hafen von Burmas Hauptstadt Rangun war für die Japaner sehr bedeutend, da durch ihn die japanischen Streitkräfte in Burma Verstärkung und Nachschub erhielten. Zudem lag er auch sehr nahe an anderen japanischen Überlandverbindungen mit Thailand und Malaya. Daher würde ein britischer Vormarsch nach Norden oder Osten von Rangun über eine Entfernung von nur 65 km nach Pegu bzw. über den Fluss Sittang die Thailand-Burma-Eisenbahn, Japans einzige lebensfähige Überlandverbindung mit Thailand, unterbrechen. Die britische Rückeroberung von Rangun würde somit die Japaner effektiv dazu zwingen, sich aus fast ganz Burma zurückzuziehen.

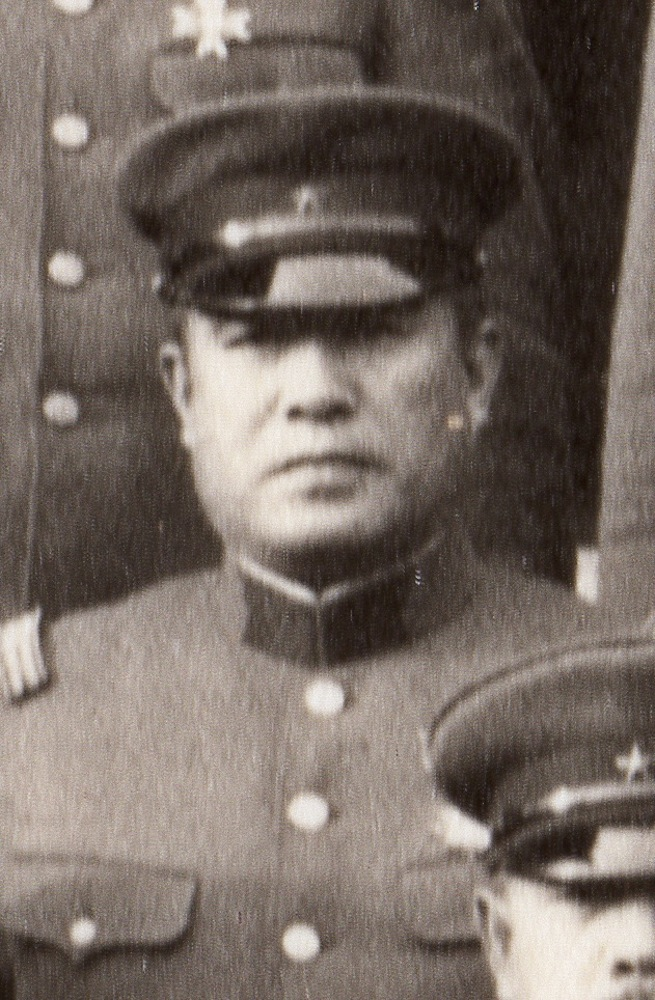
Generalleutnant Tanaka Shin’ichi

Nach Kimuras Beschluss, Rangun nicht zu verteidigen, sollten die japanischen Streitkräfte die Stadt evakuieren und sich nach Moulmein zurückziehen. Feldmarschall Terauchi Hisaichi, der Oberbefehlshaber der Südlichen Expeditionsarmee in Saigon im besetzten Französisch-Indochina, hatte angeordnet, Rangun bis zum Tod zu verteidigen, aber Kimura entgegnete darauf, dass dies die sinnlose Vernichtung seiner verbleibenden Streitkräfte zur Folge haben würde. Kimuras Stabschef, Generalleutnant Tanaka Shin’ichi, abgelehnt, der den Befehl erteilt hatte, Positionen in Rangun zu befestigen. Nur mit einiger Mühe gelang es Ba Maw, dem Premierminister der nominell unabhängigen burmesischen Regierung, die Japaner davon abzubringen, die prächtige Shwedagon-Pagode in eine Geschützstellung umzuwandeln.
Tanaka flog am 19. April mit mehreren hochrangigen Stabsoffizieren nach Norden, um sich die Situation um Toungoo anzusehen. Während seiner Abwesenheit erteilten die verbliebenen Mitarbeiter Befehle für die Evakuierung von Rangun, die Kimura unterzeichnete. Als Tanaka am 23. April zurückkehrte, protestierte er, allerdings ohne Erfolg. Da ihre Funkausrüstung bereits nach Moulmein verlegt worden war, konnte die Regionalarmee Burma die Schlacht um Burma nicht mehr von Rangun aus kontrollieren.

#### Vorrücken auf die Hauptstadt
Der alliierte Oberbefehlshaber Admiral Louis Mountbatten befehligte von Ceylon aus seine Truppen zur Ausführung der Operation Dracula, die einen amphibischen Angriff auf Rangun vorsah. General William Slim forderte unterdessen seine Truppen auf, in der letzten Phase seines Plans der Operation Extended Capital schnell von Zentralburma aus vorzurücken. Slims Truppen bestanden größtenteils aus zwei Einheiten, der indischen 5. und 17. mechanisierten Infanteriedivision, die sich beide so schnell bewegten, dass sie oftmals japanische Verteidigungsstreitkräfte völlig unvorbereitet überrannten.
Mountbatten gab am 21. April bekannt, dass die Operation Dracula am 2. Mai starten sollte. Damit besaß Slims Offensive ein konkretes Ziel. Seine Einheiten eroberten nacheinander die Orte Toungoo, Penwegu, Daiku und Allanmyo, ein Hafen am linken Ufer des Irrawaddy.
In Westburma setzte sich das indische XV Korps von den Akyab- und Ramree-Inseln in Arakan über den Seeweg aus in Marsch, während die britische Eastern Fleet unter dem Kommando von Admiral Arthur Power von Trincomalee auf Ceylon aus segelte und die Operation Dracula in Gang setzte.
Alle in Rangun verbliebenen japanischen Truppen verließen die Stadt auf dem Seeweg. Bei einem britischen Zerstörerangriff im Golf von Martaban am 30. April wurden neun von elf Schiffen in einem Konvoi versenkt. Die meisten Hauptquartiere von Kimura und die Niederlassungen von Subhas Chandra Bose und Ba Maw verließen Rangun auf dem Landweg. Kimura selbst verließ den Ort per Flugzeug. Nur rund 6.000 Männer der Indian National Army unter dem Kommando von Generalmajor Arcot Doraiswamy Loganadan, die von Bose zurückgelassen wurden, befanden sich noch in der Stadt. Loganadan hatte nicht die Absicht, sich den Angriffen der Alliierten zu widersetzen, und plante daher, seine Männer und die gesamte Verantwortung für die Stadt den Briten zu übergeben, sobald diese eintrafen. Am 28. April unterbrachen die führenden Elemente des indischen IV Korps die Straße zwischen Pegu und dem Sittang und zerstörten damit endgültig alle japanischen Überlandverbindungen zwischen Rangun und Moulmein. Ein kleiner japanischer Lastwagenkonvoi, der auf die Straßensperre zufuhr, wurde vernichtet. Am 30. April wurde die finale Attacke gegen Pegu gestartet. Die Kämpfe dauerten bis zum 1. Mai, an dem die Japaner sich zurückzogen.
Durch den Ultra-Nachrichtendienst wussten die Briten seit dem 24. April von der Evakuierung der Hauptstadt. Doch war ihnen nicht bewusst, dass die Japaner die Stadt vollständig verlassen würden. Deshalb wurde angenommen, dass die Landungen auf starken Widerstand treffen würden.

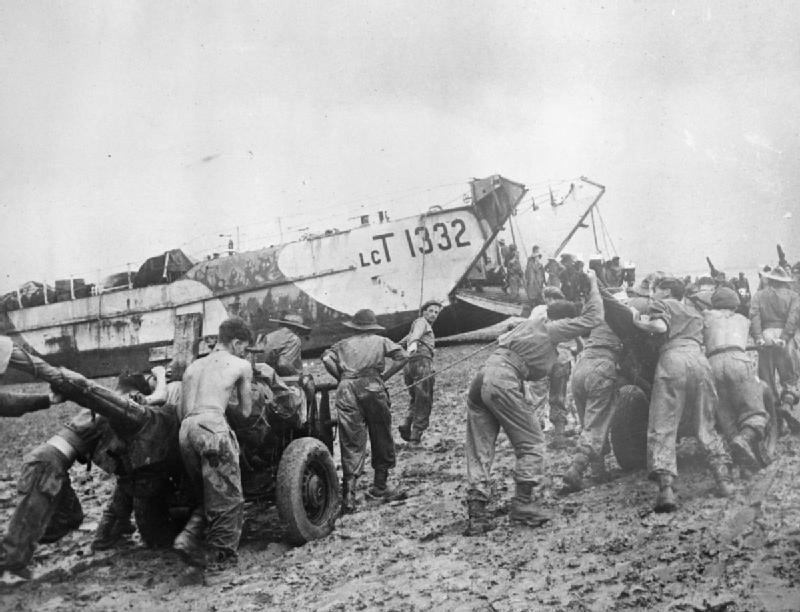
Ein RAF-Regiment entlädt 20-mm-Kanonen von LCT 1332 während der Landung bei Rangun

Nach der erfolgreichen Luftlandung am Elephant Point, konnten Minensuchboote eine Passage den Fluss hinauf räumen, und Landungstruppen begannen in den frühen Morgenstunden des 2. Mai an Land zu gehen. Unterdessen sichtete ein Aufklärungsflugzeug keine Anzeichen von Japanern in der Stadt. Soldaten der indischen 26. Division besetzten am nächsten Tag die Stadt ohne Widerstand. Einheiten der indischen 26. Division zogen entlang der Hauptstraßen, um sich mit den Formationen der 14. Armee zu verbinden, die von Pegu vorrückten.
Am 6. Mai endete die Schlacht um Rangun offiziell, als die indische 26. Division Kontakt mit der indischen 17. Division in der Nähe von Hlegu, 45 Kilometer nordöstlich von Rangun, aufnahm.

### Schlachten an der Flussbiegung des Sittang
2. Juli bis 7. August 1945
Im Tal des Sittang fanden im Verlauf des Juli 1945 die letzten bedeutenden Landschlachten der Westmächte im Zweiten Weltkrieg statt. Die verbliebenen Einheiten der japanischen 28. Armee waren in den Hügeln von Pegu-Yoma eingekesselt, und versuchten, die Überlebenden über den Sittang hinaus zu bringen und nach Thailand zu entkommen.
Zwar war sich der britische Geheimdienst des beabsichtigten Ausbruchs der Japaner bewusst, allerdings lagen keinerlei Details darüber vor. Daher befahl der Oberbefehlshaber der 12. Armee, General Montagu Stopford, dem Kommandanten des IV Korps, General Frank Messervy, seine Einheiten über mehr als 160 Kilometer entlang der Front zu verteilen, um ihnen den Weg zu versperren.
Während eines Kampfes mit einer kleinen japanische Truppe am 2. Juli erbeutete eine Gurkha-Patrouille eine Versandtasche mit dem vollständigen Operationsplan für den japanischen Ausbruch, genannt Operation Hai. Die Information wurde schnell unter den britischen Streitkräften verteilt, die zwei Wochen Zeit hatten, sich darauf vorzubereiten. Eine der vorgesehenen japanischen Marschrouten lag direkt über dem Hauptquartier der indischen 17. Division in Penwegon, so dass Messervy diesen kritischen Sektor mit der 64. Brigade der indischen 19. Division verstärkte.
Die burmesische Nationalarmee unter Aung San hatte mittlerweile die Seiten gewechselt und sich zur burmesischen patriotischen Armee umbenannt. Sie machten nun Jagd auf japanische Patrouillen und Trupps, die auf der Suche nach Nahrung waren.

#### Erste Schlacht
Reichlich vorgewarnt und mit viel Zeit zur Vorbereitung errichteten die Briten zwei Abfanggebiete für ihre Artillerie und Flugzeuge, das erste zwischen den Pegu-Yomas und dem Sittang und das zweite zwischen den Mündungen der Flüsse Sittang und Salween.
Inzwischen hatte die japanische 33. Armee unter Generalleutnant Masaki Honda versucht, den Ausbruch zu unterstützen, aber ihr Angriff auf die Sittang Flussbiegung am 3. Juli kam zum falschen Zeitpunkt, da er zu früh vor der 28. Armee unter Generalleutnant Shōzō Sakurai stattfand, bevor diese ihren Vormarsch zum Fluss begonnen hatte. Zur Unterstützung wurde die 15. Armee von Generalleutnant Shihachi Katamura angewiesen, ihre Bemühungen mit denen der 28. Armee zu koordinieren, falls die Operation ihr Ziel nicht erreichen würde.
Die Briten ließen die Japaner von den Pegu-Yomas zum Sittang vordringen. Sie wurden dann dort von Artillerie und Flugzeugen getroffen, während die jetzt alliierten burmesischen Streitkräfte sich um die Überlebenden am Ostufer des Sittang kümmerten.

#### Ausbruchsschlacht
Bei den Japanern der 54. Division grassierte in den Bergen der Pegu-Yomas die Pest und die Cholera. Als sie am 20. Juli das überschwemmte Gelände zum Sittang überquerten, forderten die britischen Geschütze, die bereits auf den Routen, die die Japaner nehmen würden, eingerichtet waren, einen furchtbaren Tribut. Von 9000 japanischen Soldaten, die den Marsch begannen, erreichten weniger als 4000 die Tanintharyi-Region (Tenasserim). Die 55. Division lief direkt in die britische Stellung bei Penwegon und erreichte den Sittang erst am 7. August. Als die Überlebenden versuchten sich neu zu formieren und nach Süden zu ziehen gerieten sie wieder in heftiges britisches Artilleriefeuer. Insgesamt forderte der Sittang-Ausbruch etwa 5000 Tote bei den japanischen Streitkräften.

## Nachwirkungen

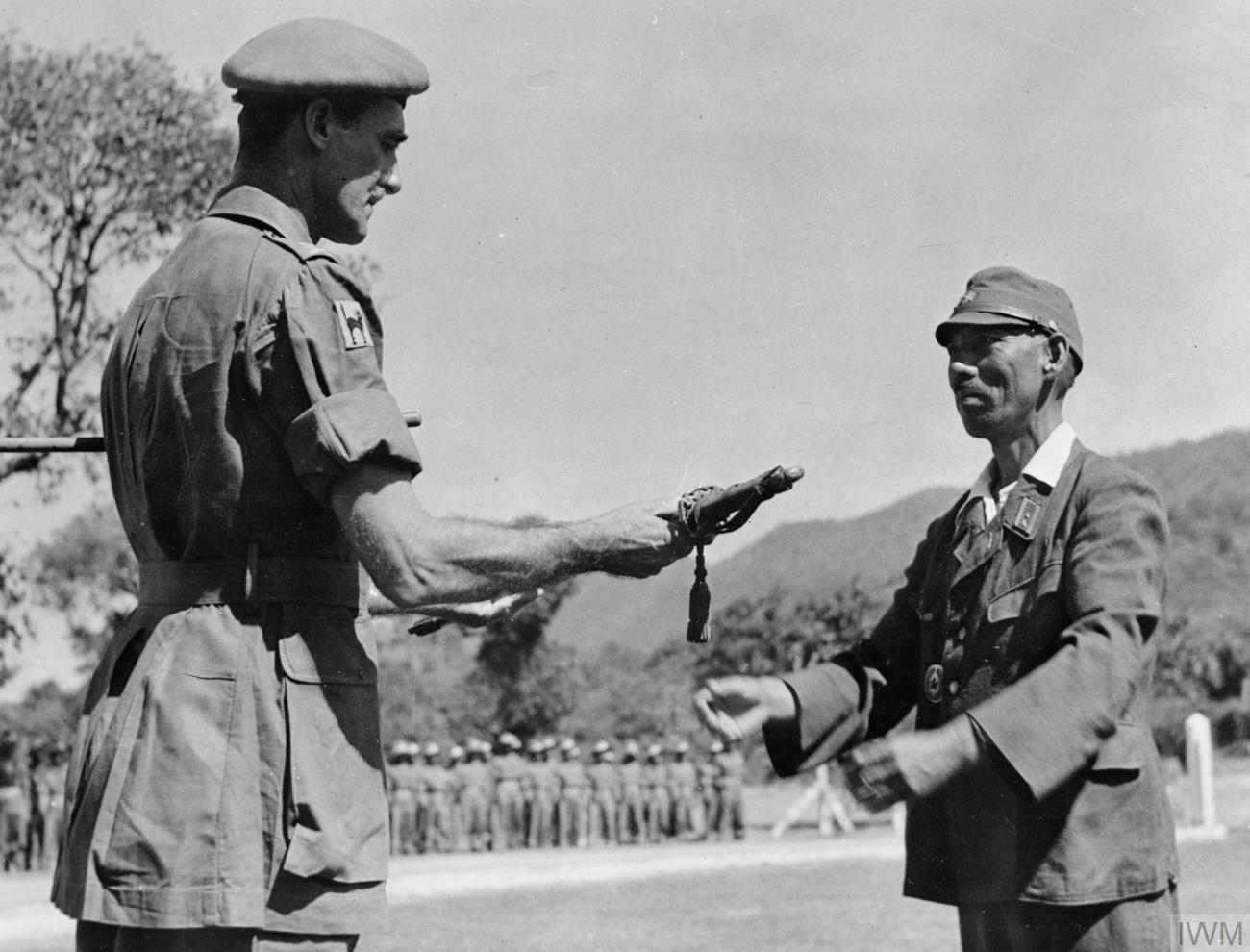
Der Kommandeur der japanischen 31. Division, Generalleutnant Kawada Tsuchitarō, übergibt sein Schwert an Generalmajor Arthur W. Crowther, dem Befehlshaber der indischen 17. Division, in Thaton, nördlich von Moulmein

Die Nachricht der Kapitulation des japanischen Kaiserreichs verstärkte die Angst der Japaner, in die Tanintharyi-Region zu gelangen; Sie wollten nicht am Ostufer des Sittang immobilisiert werden. Bei dem dann folgenden schwierigen Marsch kamen viele der geschwächten Überlebenden in den ersten Friedenstagen ums Leben.
Trotz Abwürfen von Flugblättern aus alliierten Flugzeugen, die die Japaner von der Kapitulation in Tokio unterrichteten, weigerten sich die eingeschlossenen Einheiten zunächst aufzugeben.
Am 13. September 1945 ergaben sich die letzten verbliebenen Einheiten der Regionalarmee Burma den Briten.

### Operation Nipoff
Zur Rückführung der etwa 70.000 in Gefangenschaft geratenen japanischen Soldaten, die sich in Burma ergeben hatten, wurde von den Briten die Operation Nipoff gestartet. Rund die Hälfte der Männer wurde im Juni 1946 innerhalb von drei Wochen repatriiert. Der Rest wurde zwischen März und Juni 1947 nach Japan zurückgebracht.